# Илда Гадеа
Илда Гадеа (на испански: Hilda Gadea Acosta) е перуанска и кубинска икономистка, известна с левите си убеждения. Тя е първата жена на аржентинския революционер Че Гевара.
Завършва икономика в Лима през 1948 г., след което е екстрадирана от страната заради нейната политическа дейност. Среща Че за първи път в Гватемала през декември 1953 г.
Заради напрежението и несигурността в страната двамата се местят в Мексико през 1955 г., където се женят през декември същата година. Именно Илда Гадеа е тази, която запознава Ернесто с кубинските революционери там, в това число и Фидел Кастро. Че и Илда сключват брак през септември 1955 г.
Бракът завършва с развод през май 1959 г., защото в края на 1958 г. Че Гевара среща в Санта Клара и се влюбва в младата кубинска революционерка Алейда Марч, за която по-късно се жени. Илда остава в Куба и до смъртта си работи като висш функционер в кубинското правителство.
От брака си с Че има дъщеря Илда Беатрис (Hildita), родена през 1956 г. и починала през 1995 г.